# Britannia (Richmond)
 (avril 2021).
Si vous disposez d'ouvrages ou d'articles de référence ou si vous connaissez des sites web de qualité traitant du thème abordé ici, merci de compléter l'article en donnant les références utiles à sa vérifiabilité et en les liant à la section « Notes et références ».
The Britannia est un public house classé Grade II situé au 5 Brewers Lane, à Richmond, dans le borough londonien de Richmond upon Thames.
Il a été construit au XVIIIe siècle et l'architecte n'est pas connu.